# Bitka u Doljanima 1. rujna 1991.
Bitka u Doljanima je bila bitka u Domovinskom ratu.
U ovoj je bitci obranjen hrvatski grad Daruvar od velikosrpskog agresora. Odvila se u prigradskom naselju Daruvara Doljanima 1. rujna 1991. godine.
Odlučujuće borbe odvijale su se na doljanskom Kopečku, gdje je bio punkt hrvatske policije. 

## Uvod
Ratni koordinator obrane grada Daruvara bio je Nikola Ivkanec. U obrani Daruvara nemjerljiv je doprinos policije, koja je često bila prva i jedina organizirana obrambena snaga.

## Tijek događaja
Daruvar je u nedjelju 1. rujna 1991. bio napadnut sa svih strana. Najveće su se borbe vodile u Doljanima na Kopečku, gdje se nalazila točka hrvatske policije.
Borbe su bile žestoke. Velikosrpski napadi su odbijeni, ali uz veliku cijenu. Hrvatske su snage imale šestoricu mrtvih i jedanaestoricu ranjenih. 

## Ishod bitke
Ova pobjeda bila je prva pobjeda hrvatskih snaga vojnim putem u daruvarskom kraju. Pobjeda hrvatskih snaga odlučila je ukupnu obranu grada. 
Poslije borba na Kopečku, istog popodneva velikosrpske su snage iz smjera Batinjana napale Donji Daruvar, prigradsko naselje na drugoj strani Daruvara. Naselje je bilo izloženo snažnom minobacačkom napadu.
Budući da je ovo bio najveći broj žrtava u jednom danu, 1. rujna prozvan je krvavom daruvarskom nedjeljom.
Građani su se nakon napada na policijsku postaju i gradsku upravu masovno dobrovoljno javili u policijsku postaju. 

## Poginuli
Na Kopečku su poginuli:
- policajci Srećko Manđini i Eugen Lapčić
- pripadnici odreda narodne zaštite: Željko Bublić, Vlado Plažanin i Tihomir Lneniček.

U Donjem Daruvaru poginuo je:
- specijalni policajac iz Bjelovara, Tihomir Vrdoljak, prva žrtva u Domovinskom ratu s područja grada Bjelovara.